# Мальдіс Адам Йосипович
Мальдіс Адам Йосипович (7 серпня 1932, Расоли, Віленське воєводство — 3 січня 2022) — радянський і білоруський літературознавець, літературний критик, публіцист, прозаїк, перекладач. Доктор філологічних наук (1987), професор (1990). Член СП СРСР (1965).

## Біографія
Народився в селянській родині в селі Росоли Ошмянського повіту Віленського воєводства II Речі Посполитої (нині — Островецький район Гродненської області, Білорусь). У 1956 році закінчив факультет журналістики БДУ, після чого працював секретарем в радошковицькій районній газеті «Сцяг Ільіча» («Прапор Ілліча»). У 1959 році вступив до аспірантури при Інституті літератури імені Янки Купали АН БРСР, після її закінчення в 1962 році працював науковим співробітником. У 1963 році захистив кандидатську дисертацію на тему «Білорусько-польські літературні взаємозв'язки в другій половині XIX століття».
З 1981 року завідувач відділом білоруської дожовтневої літератури в Інституті літератури. У 1982 році Мальдіс був першим науковцем із радянської Білорусі, який провів значну кількість часу в Білоруській бібліотеці в Лондоні, працюючи з матеріалами, недоступними дослідникам вдома через цензуру. У 1986 році захистив докторську дисертацію на тему «Закономірності розвитку білоруської літератури перехідного періоду (друга половина XVII—XVIII століття)». З 1987 року голова комісії «Вяртанне» («Повернення») Білоруського фонду культури, з 1989 року член Білоруського ПЕН-центру. У 1990 році як член делегації БРСР брав участь в роботі 45 сесії ООН. У 1990 році він зробив публічну заяву – першу в БРСР – із закликом до визнання важливої та позитивної ролі уніатської церкви в історії Білорусі.
З 1990 року — професор, з 1991 по 1998 рік працював директором Національного науково-просвітницького центру імені Франциска Скорини. У тому ж році (1991) був обраний президентом Міжнародної асоціації білорусистів. З 1996 року керівник відділу культурології Міжнародної Академії наук Євразії.
Помер 3 січня 2022.